# Txókhrak (Drujba)
Txókhrak - Чëхрак (rus) és un possiólok pertanyent al municipi de Drujba de la República d'Adiguèsia, a Rússia. Es troba a 11,2 km al nord-oest de Koixekhabl i a 43 km al nord-est de Maikop, la capital de la república.